# Puente de Príncipe de Viana
El puente de Príncipe de Viana es una estructura sobre el río Segre de la ciudad de Lérida (Cataluña, España). Se encuentra situado de forma paralela a la actual estación de ferrocarriles de Lérida, y también de forma paralela al puente del ferrocarril que cruza el río Segre, situado a unos 75 metros.
Está instalado en el aluvial del río Segre, lo que determina que su cimentación se realizase mediante pilotes. Ha sido deseo de la Administración local y ferroviaria que se realizara un puente especial, con una connotación técnica y estética notable.

## Origen
El proyecto se enmarca dentro del Plan Especial de la Estación de Lérida. El Plan General de la ciudad de Lérida, aprobado en 1995, estableció las líneas más orientativas sobre cuál había de ser el nuevo espacio urbanístico del área más cercana a la estación ferroviaria de la ciudad. Para concretar y establecer las modificaciones pertinentes, en referencia al Plan General, el Ayuntamiento de Lérida elaboró el llamado Plan Especial de la Estación,  (aprobado inicialmente el 16 de abril de 2002 y definitivamente en septiembre de 2003) que afectaba a un tramo ocupado por las vías, comprendido entre la calle Corts Catalanes y el margen izquierdo del río Segre, conteniendo todas las actuaciones urbanísticas previstas con motivo de la llegada del Tren de alta velocidad a la ciudad.
El puente es obra del ingeniero navarro Javier Manterola. 
El proyecto inicial sufrió una modificación parcial al aprobarse el traslado de la estación de autobuses de Lérida al lado de la de ferrocarril, de forma que se construyó una nueva estación que se ubicó bajo una parte de la losa del puente. Contando con esta revisión, el coste total del puente fue de unos nueve millones de euros.

## Autor
Javier Manterola ha asegurado que el diseño es único en el mundo en cuanto a proporciones. Se trata de un puente sustentado con “tirantes” de acero, que en su totalidad da una sensación de ligereza y transparencia. Manterola ha insistido en la “belleza del conjunto del puente, que no está pensado sólo para pasar por él, sino para a la vez ser disfrutado”. A este efecto ayudarán las dos cortinas laterales que forman los tirantes de acero de 0,6 metros de diámetro que visualmente han de dar la sensación de fusionarse con el cielo. Este disfrute estético de los viandantes que crucen o pasen cerca (también por debajo a lo largo del parque de la canalización) no se limitará solamente a las horas diurnas ya que el ingeniero Manterola ha diseñado un juego de luces para todo el puente y sobre todo para los tirantes de acero que dan una sensación de “cortina de luz”.
Cabe destacar que el nuevo puente es una obra que, juntamente con la Lonja de Lérida, el aeropuerto de Alguaire y el AVE se constituye como un símbolo de la Lérida del siglo XXI. Este puente es una manifestación clara de la voluntad de progreso que desde Lérida se ofrece a Cataluña[cita requerida].

## Características técnicas

### Estudio de alternativas

#### Primera alternativa
Se trata de un tablero continuo de 160 metros de longitud, formado por tres aberturas. El material a utilizar es hormigón pretensado y su sección es la de un tablero con dos vigas laterales, la parte superior cubre el paso de viandantes. Fue una propuesta rechazada.

#### Segunda alternativa
Se trata de un tablero continuo de tres aberturas, en la cual el tratamiento de la sección transversal de hormigón pretensado curvo se pliega hacia la pila para formar una viga de canto variable y salir del paso de los esfuerzos más importantes que se producen en la pila principal. Fue una propuesta rechazada.

#### Tercera alternativa
Se trata de una solución atirantada, atirantamiento extradorsal, formada por un tablero continuo de cuatro aberturas. La sección es un tablero formado por una viga cajón, constituida al mismo tiempo por dos vigas unidas a lo largo de su pared central vertical. Cada una de las vigas es prefabricada y tiene forma de “U” con el borde inferior curvo. Fue la solución escogida.

### Características estructurales
Se trata de una solución atirantada, atirantamiento extradorsal, formada por cuatro aberturas de 19,40 m+16,00 m+86,00 m+75,00 m, dando una longitud total de 197,00 m.
El ancho útil de la plataforma está formado por dos aceras laterales de 4,00 m y dos calzadas centrales de 6,60 m, siendo un ancho total de 21,20 m.

#### Tablero

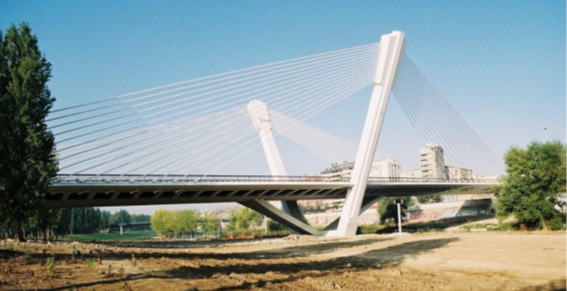
Tablero puente Príncipe de Viana

Está formado por dos tramos separados entre sí por una junta transversal. El tramo principal, atirantado, tiene una longitud de 161,00 m (86,00 m+75,00 m) que corresponden a dos de las aberturas y el tramo secundario, sobre la avenida del Segre tiene dos luces de 19,40 m i 16,60 m que corresponden a los dos restantes.
La sección es un tablero formado por una viga cajón, constituida al mismo tiempo por dos vigas unidas a lo largo de su pared central vertical. Cada una de las vigas es prefabricada y tiene forma de “U” con el borde inferior curvo. Fue la solución escogida.
A estas vigas se les adosa unas placas transversales rectangulares y unos nervios laterales. Sobre este conjunto de elementos prefabricados se disponen las prelosas y sobre ellas se dispone el hormigón de la losa “in situ”.
El tramo lateral, sobre la avenida del Segre, está condicionado por el insuficiente gálibo vertical que quedaría entre el tablero central y la calle, de mantener el que existe en el río, el que obliga a realizar un corte horizontal al tablero principal para dejar 1.00 m de canto y que los lados conecten sin transición de continuidad con la sección transversal del puente principal.
La unión con el puente principal, encima del muro de separación entre la avenida del Segre y el río, se realiza con un doble soporte de neopreno.
El soporte sobre el muro se realiza a través de una pila, metida en el muro y que sobresale respecto a él 30 cm a cada lado. Todo este soporte se cimienta por medio de 8 pilotes de 1 m de diámetro. 

#### Pila principal

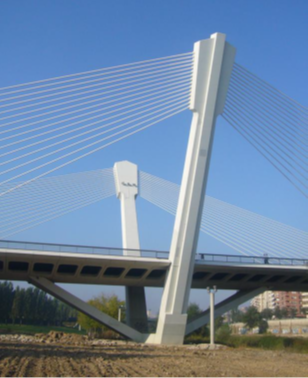
Pila principal puente Príncipe de Viana

Está formada por cuatro brazos abiertos, dos de ellos, los principales, cuelgan el tablero y los otros dos le dan soporte. Los cuatro grandes elementos están prefabricados.
La altura de las pilas verticales es de 38,60 m. Su sección transversal varía desde una sección rectangular a una sección formada por dos rectángulos. Uno de estos dos rectángulos, tiene como objetivo aligerar visualmente la pila en dirección frontal.
En la parte superior aparece un cabo a unos 8,75 m de altura con anchura variable alrededor de los 4 m, para el alojamiento de los cables de una curvatura adecuada.
Los brazos cortos que soportan el tablero tienen una longitud de 17,16 m y unas dimensiones inferior de 3,6 x 1,3 m y superior de 5,1 x 0,93 m.

#### Estribos

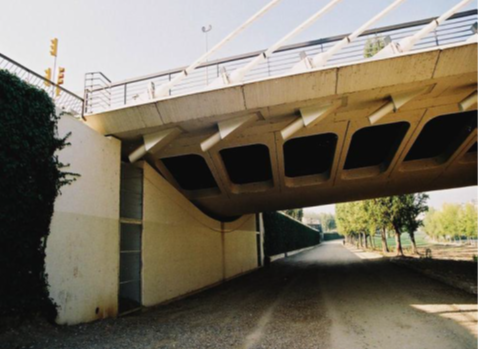
Estribo de Puente Príncipe de Viana

El estribo 2 (rotonda) tiene una planta especial con 2,33 m de anchura mínima y 5,50 m de anchura máxima.
Su altura es de 6,74 m. La sección vertical deja la forma circular para recoger el tablero con dos soportes de neopreno.
El estribo 1 (estación de trenes) es bastante más complejo ya que se enlaza con los muros laterales. Propiamente dicho tiene 9,90 m de altura. El tablero utiliza dos soportes de neopreno.
El puente de Príncipe de Viana es un puente atirantado constituido por una plataforma que se apoya sobre una estructura con cuatro apoyos. De esta pieza surgen dos brazos de 39 metros de altura que acogen los 30 tirantes (quince por brazo) que sostienen la plataforma. Es el único puente en el mundo con los brazos abiertos hacia el exterior.
El puente se ilumina con 534 puntos de luz, comprendidos por 60 que iluminan los tirantes, 8 la pila central, 132 colocados a lo lago de la plataforma, cuatro en los brazos y 330 en las barancdillas. La il·luminació s'ha estudiat amb la intenció de crear una sensació de "cortina de llum".
La estructura tiene una longitud total de 197 metros (161 de ellos sobre el río) y una anchura de 21,2 metros. La anchura de la plataforma de rodadura es de 13,20 metros que corresponden a los cuatro carriles de circulación urbana. Cuenta con dos aceras de cuatro metros cada una y de dos calzadas de 6,6 metros. También incorpora un carril bici.

## Curiosidades
1. Las torres de hormigón de 40 metros por las cuales pasan los tirantes están vacías por dentro.
2. Por el interior del puente pasa una tubería de hierro fundido que lleva agua potable de un lado a otro del puente para alojar las conducciones.
3. Aumento de un 27% del presupuesto final debido a que se cambió el proceso constructivo de prefabricado a in situ, donde se tuvo que hacer un proyecto modificado, con un nuevo importe. La solución del proyecto con estructura prefabricada demostró ser no viable ya que cada pieza del tablero había de ser diferente debido a que la inclinación de los tirantes es distinta en cada caso. Además, todos los elementos del puente son muy singulares con geometría especial, aspecto que no favorece el prefabricado.[2]